# Toni Radić
Toni Radić (* 11. August 1967) ist ein kroatischer Basketballtrainer.

## Laufbahn
Radić war Basketballspieler in Zagreb, wegen des Krieges im ehemaligen Jugoslawien ging er im September 1992 nach Deutschland und spielte in der Saison 1992/93 für den SC Rist Wedel in der deutschen Regionalliga.
Als Trainer betreute er ab 1993 vor allem Jugendmannschaften im Großraum Hamburg, zwischen 1996 und 1998 arbeitete er dann als Jugendtrainer beim kroatischen Verein BC Šibenik, für den er einst auch selbst gespielt hatte. Zudem arbeitete er für die Organisation „Youth Basketball of America“ als Leiter von Basketball-Camps und vertrat die Organisation in Kroatien und Slowenien. Im Spieljahr 1999/2000 war Radić Co-Trainer der Basketball-Mannschaft an der Lake Region High School im US-Bundesstaat Florida.
In der Saison 2001/02 gehörte er als Co-Trainer zum Stab des Bundesligisten Mitteldeutscher BC und sprang im Dezember 2001 für ein Spiel als Cheftrainer ein, nachdem sich der MBC von Tom Schneeman getrennt hatte. Zwischen 2003 und 2005 stand Radić in Diensten des russischen Basketball-Verbandes und kümmerte sich unter anderem um Einzeltrainingseinheiten für Nachwuchsspieler sowie Camps und Fortbildungsveranstaltungen für Spieler und Trainer. Im Sommer 2003 war er während der Sommerliga im italienischen Treviso als Co-Trainer beschäftigt, im Sommer 2004 hatte er während der NBA-Sommerliga denselben Posten bei den Los Angeles Clippers inne.
Im März 2007 heuerte er als Cheftrainer beim deutschen Zweitligisten BV Chemnitz 99 an und blieb bis zum Ende der Saison 2006/07 im Amt. Ab November 2007 war er Interimstrainer des luxemburgischen Klubs Etzella Ettelbrück, zu Jahresbeginn 2008 arbeitete er rund zwei Monate lang als Cheftrainer von AB Contern (ebenfalls Luxemburg). 2009 und 2010 war er als Trainer und Manager des kroatischen Vereins KK Otok Murter tätig. Mitte Dezember 2010 übernahm er bis Saisonende das Traineramt beim deutschen Zweitligisten USC Freiburg (2. Bundesliga ProA). Er arbeitete für ein Unternehmen, das Schüleraustausche veranstaltet, es folgten in der Saison 2013/14 Trainertätigkeiten für den TSV Uetersen und den BC Quickborn. Im Spieljahr 2014/15 trainierte er den SV Fellbach (2. Regionalliga).
Zur Saison 2017/18 trat er das Amt des Cheftrainers beim kroatischen Erstligisten KK Hermes Analitica an. Im Februar 2018 wurde Radić entlassen. Im November 2022 verpflichtete ihn der slowakische Erstligist MBK Handlová als Trainer. Mitte Januar 2023 wurde der Vertrag aus gesundheitlichen Gründen aufgelöst.